# X – Jubileumi Koncertalbum
Az X – Jubileumi Koncertalbum a Ganxsta Zolee és a Kartel 1995-ben megjelent koncertalbuma, mely fennállásuk 10. évfordulóját ünnepli. Az albumra az eddig megjelent legnagyobb slágerek kerültek fel, valamint az Ötökör című TV műsor főcímzenéje, mely csak ezen az albumon hallható.

## Megjelenések
CD  Magyarország Private Moon Records  PMR 349472 2
1. Ötökör (Original)
2. A Jó A Rossz És A Kartel
3. Gerilla
4. Nincs Semmi Jobb Mint Egy Ringyó
5. Route 66
6. Néhány Jó Dolog
7. Blow-Feld Vs. O.J.Bond
8. Döglégy For Prezident
9. Külvárosi Mese
10. Fekete Ló
11. Való Világ
12. Vato Loco
13. Bumm A Fejbe
14. Keleti Oldal – Nyugati Oldal
15. Szesztilalom
16. Ötökör (Koncert Változat)